# رومان فون اونگرن-اشترنبرگ

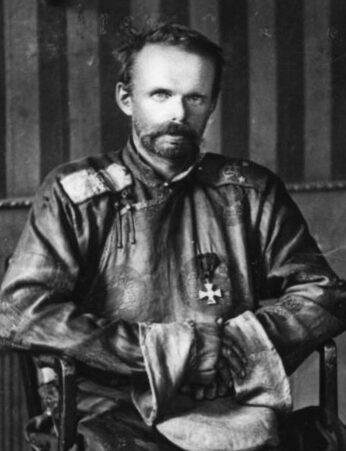
رومان فیودرویچ فون اونگرن-اشترنبرگ/ حوالی ۱۹۲۰

روبرت-نیکولای-ماکسیمیلیان رومان فیودرویچ فون اونگرن-اشترنبرگ (به روسی: Барон Ро́берт-Ни́колай-Максими́лиан Рома́н Фёдорович фон У́нгерн-Ште́рнберг) (متولد دسامبر ۱۸۸۵، متوفی سپتامبر ۱۹۲۱) ژنرال ضد بلشویک جنگ‌های داخلی روسیه بود که یگان تحت فرمان او ناحیه مغولستان را از جمهوری چین بازپس گرفت.
او به دلیل علاقهٔ خاصش به آیین بودایی واجره‌یانه و همچنین سبعیت در مواجهه با دشمنانش با لقب «بارون دیوانه» نامیده می‌شد. مواجهه او با ارتش سرخ باعث دستگیری و اعدام او در سپتامبر ۱۹۲۱ شد.
مجله آتلانتیس در مقاله‌ای ابوبکر بغدادی رئیس گروه داعش را با اونگرن اشترنبرگ مقایسه کرده‌است.